# Gonzalo Arguiñano
Gonzalo Arguiñano Elezkano (Lemona, Vizcaya, España, 12 de agosto de 1962) es un exfutbolista español que jugaba como defensa. Central representativo de la "escuela vasca",  en el terreno de juego se desempeñaba de forma contundente, aunque noble.
Hoy en día, su vida sigue vinculada al mundo del fútbol. Se dedica a ser agente de jugadores de fútbol.

## Clubes
| Club                  | País   | Año       |
| --------------------- | ------ | --------- |
| Sestao S. C.          | España | 1985-1987 |
| Real Valladolid C. F. | España | 1987-1990 |
| Real Burgos C. F.     | España | 1990-1992 |
| U. E. Lleida          | España | 1992-1995 |
| Hércules C. F.        | España | 1995-1996 |
| Albacete Balompié     | España | 1996-1997 |